# 李明 (李氏朝鮮)
懐平君（かいへいくん、フェピョングン、회평군、1827年10月31日（道光7年9月11日） - 1844年10月17日（道光24年9月6日））は、李氏朝鮮の王族。名は明（ミョン、명）、初名は元慶（원경）。諡号は孝愍。全渓大院君の長男。享年は16歳。

## 生涯
1827年10月31日に全渓大院君の長男として誕生する。家門の始祖の恩彦君は、息子の常渓君の王位簒奪計画、正室の全山郡夫人李氏が嫁の申氏が辛酉邪獄の際に殉教したことで賜死された。これにより宗親府から王族としての戸籍は削除されて、全渓大院君は江華島に流刑となり農業従事者として貧困生活を過ごした。1844年10月17日に閔晋鏞が懐平君を朝鮮国王に推戴する陰謀が露見して、賜死により16歳で卒去した。卒去する直近には、突如に大きい落雷と大雨が降ったという。卒後は京畿道楊州市に埋葬されて、1856年5月11日に京畿道抱川市仙壇洞に改めて埋葬された。1858年12月13日に名を「元慶」から「明」に改諱して、懐平君に封爵、顕禄大夫の官位を受けた。1863年12月に諡号を「孝愍」と追贈された。

## 人物像
風貌は端麗で秀才であり、性格は純粋で素直で調和が取れて優しいとされる。弟達には睦まじく、悩み事や恐怖心がなく、奴婢や賎民であっても、感謝の言葉は必ず伝えたという。その人徳と行いは、無学無知であったにもかかわらず、まさに大人の人格であると哲宗が評価している。

## 経歴
| 元号    | 西暦   | 月日     | 内容                                                 |
| ------- | ------ | -------- | ---------------------------------------------------- |
| 咸豊7年 | 1858年 | 12月13日 | 懐平君に封爵。顕禄大夫（正一品上階）の官位を受ける。 |
| 同治2年 | 1863年 | 12月     | 諡号を「孝愍」と追贈。                               |

## 諡号候補
| 順 | 諡号 | 意味                                                                             |
| -- | ---- | -------------------------------------------------------------------------------- |
| 1  | 孝愍 | 親の慈愛に応えた事を「孝」、国民が懐平君の卒去に悲しみ傷ついた事を「愍」。       |
| 2  | 昭愍 | 礼儀正しく容姿が端麗な事を「昭」、国民が懐平君の卒去に悲しみ傷ついた事を「愍」。 |
| 3  | 昭僖 | 礼儀正しく容姿が端麗な事を「昭」、哲宗が懐平君に対して厳粛な尊敬の意を「僖」。   |

## 家門
| 尊属 | 尊属 | 尊属 | 尊属 | 尊属             | 尊属                         | 尊属 | 尊属 |
| 続柄 | 続柄 | 続柄 | 続柄 | 諱               | 備考                         |      |      |
| ---- | ---- | ---- | ---- | ---------------- | ---------------------------- | ---- | ---- |
| 父   | 父   | 父   | 父   | 全渓大院君李㼅   | 哲宗の実父。                 |      |      |
| 母   | 母   | 母   | 母   | 完陽府大夫人崔氏 | 本貫は全州崔氏。崔秀昌の娘。 |      |      |
| 兄弟 |      |      |      |                  |                              |      |      |
| 続柄 | 続柄 | 続柄 | 続柄 | 諱               | 備考                         |      |      |
| 弟   | 弟   | 弟   | 弟   | 永平君李景応     |                              |      |      |
| 弟   | 弟   | 弟   | 弟   | 哲宗李昪         | 第25代国王。                 |      |      |